# آندره‌آ زورزی
آندره آ زورزی (به ایتالیایی: Andrea Zorzi) ملقب به زورو متولد ژوئیه ۱۹۶۵ در نوآله استان ونیز بازیکن سابق، تحلیلگر و اسطوره ایتالیایی والیبال، که دو عنوان قهرمانی جهان با تیم ملی والیبال مردان ایتالیا در سال‌های (۱۹۹۰ و ۱۹۹۴) به دست آورده‌است. زورزی در سال ۱۹۹۱ توسط فدراسیون جهانی والیبال به عنوان برترین بازیکن سال جهان اعلام شد. زورزی با تعدادی از شبکه‌های مهم ایتالیا به عنوان کارشناس همکاری و همچنین در روزنامه‌ها و مجلات نیز حضور فعال داشته‌است.

## سفر به ایران
زورزی در سال ۱۳۹۰ به ایران سفر کرد و پس از دیدن بازی برگشت سایپا و شهرداری ارومیه نیز عازم آمل شد تا از نزدیک شاهد بازی حساس پیکان و کاله در بازی سوم مرحله نیمه پایانی لیگ برتر ایران در این شهر باشد. زورزی را در این سفر خولیو ولاسکو مربی پیشین او و داورزنی رئیس فدراسیون والیبال ایران همراهی کردند. زورزی به محل تمرین تیم ملی وزنه‌برداری ایران هم رفت و از آن جا دیدن نمود.